# Theophilus Salomo Schumann

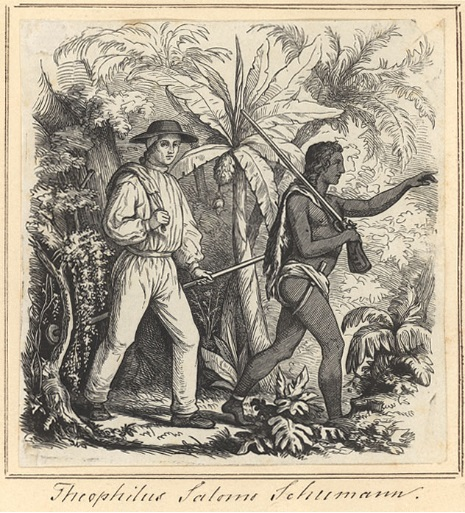
Schumann met zijn inheemse begeleider

Theophilus Salomo Schumann (Grabow, 1 juli 1719 – Pilgerhut, Berbice, 6 oktober 1760) was een Duits zendeling van de Evangelische Broedergemeente in Nederlands-Guyana.

## Biografie
Schumann studeerde theologie in Halle in Saksen-Anhalt en werd aansluitend docent aan het opleidingsinstituut. In 1743 stapte hij over naar de Evangelische Broedergemeente (Herrnhuters) en werd daar docent aan de priesteropleiding, eerst in Lindheim en daarna in Marienborn.
In 1747 ging hij met zijn vrouw, Anna Maria Sontag, naar Suriname en werd gestationeerd in Pilgerhut aan de rivier Berbice, waar hij op 27 oktober 1748 aankwam. Hij legde zich toe op het leren van het Arowaks en wist al op 2 maart 1749 een toespraak in deze taal te houden, wat hiervoor nog nooit gedaan was door een Europeaan. Hij reisde met Nathanael Seidel naar de rivieren Corantijn en Saramacca waar ze twee nieuw plaatsen vonden om zendingsposten te stichten.
In zijn tijd kwam de inheemse gemeenschap hier tot bloei. Hij stelde een woordenboek en een grammaticaal werk in de Duits-Arowaks samen die werden gedrukt in Parijs. Daarnaast vertaalde hij kerkliederen en een gedeelte van de liturgie naar het Arowaks.